# Erik Crveni
Erik Crveni, (staro isl.,  Eiríkr rauði Þorvaldsson, norv. Eirik Raude Torvaldsson), (Norveška oko 950. – Grenland 1003.), norveški istraživač, otkrio je Grenland, otac Leifa Ericssona. Osim Leifa imao je još troje djece: Torvalda, Torstena i Frejdis.
Erik Crveni je rođen u Norveškoj, vjerojatno u pokrajini Rogaland. Njegov otac Thorvald Åsvaldsson, bio je osuđen na progonstvo i emigrira na Island zajedno sa svojim sinom. Na Islandu Erik ženi Tjodhild i s njom dobiva Leifa. Poslije očeve smrti i Erik biva osuđen na proganstvo, zbog pokušaja ubojstva. Preduzima trogodišnje putovanje 982. zapadno od Islanda i tijekom putovanja otkriva kopno koje naziva Grenland. Kasnije ponovno plovi na Grenland 985. i tamo osniva koloniju. Prema legendi Erik Crveni nagovara stanovnike Islanda da pođu s njim lažući im da je otkrio zelenu zemlju (norv. Grønland), kako bi ga slijedili. Kasnije su i druge grupe doseljavale s Islanda. Računa se da je Erik Crveni bio zaražen nekom bolešću jedne takve grupe koja je došla 1002. Umire godinu dana poslije.
Glavni izvori podataka o životu Erika Crvenog su Saga o Eriku Crvenom i Saga o Grenlandu ali podaci o njemu se mogu naći i u islandskoj knjizi Landnámabók u kojoj se opisuju događaji i imena stanovnika i mjesta na Islandu od VIII. do XI. stoljeća.